# Isla Ellef Ringnes
La isla Ellef Ringnes es una de las islas del archipiélago ártico canadiense, perteneciente al grupo de las Islas Sverdrup de las Islas de la Reina Isabel (es la segunda isla mayor de las Sverdrup). Administrativamente, pertenece al territorio de Nunavut, Canadá.

## Geografía

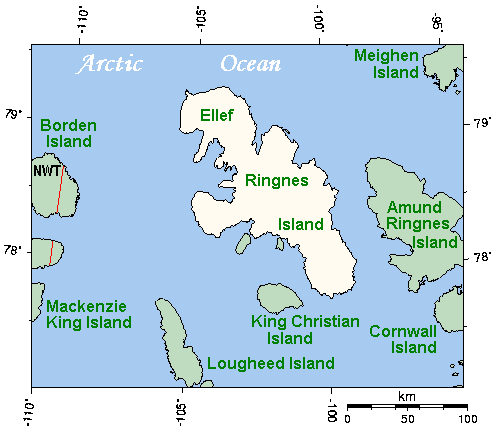
Mapa de la Isla Ellef Ringnes.

La isla limita al norte con el Estrecho de Peary, al suroeste con el mar Prince Gustaf Adolf y al sur, con la cuenca de Sverdrup. Está rodeada, (en el sentido horario) por las siguientes islas: al nordeste, Isla Axel Heiberg (la mayor del grupo y cubierta de un casquete glaciar), Isla Meighen, Isla Amund Ringnes e Isla Cornwall; al sur, Isla Rey Cristian e Isla Lougheed; al oeste, Isla Mackenzie King e Isla Borden.
Tiene una superficie de 11 295 km², lo que la convierte en la 69.ª del mundo y la 16.ª de Canadá. La estación meteorológica de Isachsen se encuentra en la costa occidental de la isla. Su altura máxima es 260 m.

## Historia
La isla recibe su nombre en honor de Ellef Ringnes, uno de los financiadores de la expedición de Otto Sverdrup. La isla fue reclamada por Noruega desde 1902 hasta 1930, en que se desistió en favor de Canadá. 

## Bases científicas
Los problemas sufridos por la navegación aérea en el Ártico a finales de la II Guerra Mundial, condujeron entre 1947 y 1950 a Canadá y los Estados Unidos, a construir conjuntamente cinco estaciones meteorológicas (red JAWS) en el grupo de las Islas de la Reina Isabel: Eureka y Alert se elevaron en la isla de Ellesmere; Resolute en la Isla Cornwallis; Mould Bay en la isla Prince-Patrick; e Isachsen en la isla Ellef Ringnes, en la costa oeste de la isla, entre Punta Sock y Cabo Isachsen.
En 1955, en el marco de programas de la Comisión Geológica, Canadá prestó el apoyo de estas bases para cartografiar unos 260 000 km² de estas islas. Los descubrimientos más importantes que resultaron de ello fueron la puesta en evidencia de espesas acumulaciones de rocas sedimentarias propicias a los yacimientos petrolíferos. Las peticiones de permisos de exploración fueron inmediatamente depositados conjuntamente con la reivindicación canadiense de las recursos minerales de la plataforma continental hasta el límite de las 200 millas marinas.
El 10 de marzo de 1958 fue creada, bajo el impulso de Fred Roots, el programa de «Estudios de la Plataforma Continental Polar» (EPCP) que, a partir de las estaciones de la red JAWS, recomendaba efectuar en estas regiones estudios gravimétricos, geomagnéticos, oceanográficos e hidrográficos. En marzo de 1959 la primera expedición desembarcó en la base antigua de Resolute y comenzó sus trabajos en la isla Ellef Ringnes. Cuando fueron acabados, la estación de Isachsen fue desmontada y abandonada a los osos en los años 1980, en beneficio de la Isla de Glace, un iceberg mesetario a la deriva, fruto de un glaciar de la isla de Ellesmere. Esta estación temporal permitió, hasta su desmontado y evacuación en los años 1990, proseguir los estudios geofísicos de la plataforma continental del océano glacial Ártico.
La base de Isachsen, ocupada muy esporádicamente en los años 1960-70, fue el único sitio habitado de la isla Ellef Ringnes.

## Polo Norte
El Polo Norte Magnético se situaba, en los años 1980, en la proximidad de sus costas meridionales (cuenca de Sverdrup) y la Isla Ellef Ringnes fue la última masa de tierra en la que estuvo situado. En abril y mayo de 1994, Larry Newitt, del «Servicio Geológico de Canadá» y Charles Barton, de la «Organización Geológica Australiana», llevaron a cabo un estudio para determinar la posición del Polo Norte Magnético en aquella época. Establecieron un observatorio magnético provisional en la Isla Lougheed, cerca del lugar donde se había predicho que se encontraba el polo. Estos científicos determinaron la posición del polo. Establecieron que en 1994 en Polo Norte se encontraba en la Península Ónice, al suroeste de la isla Ellef Ringnes (78°18′N 104°0′O / 78.300, -104.000). El polo pasó por la isla aquel mismo año y actualmente se encuentra a unos 400 km hacia el noroeste.